# 徳島文理大学短期大学部
徳島文理大学短期大学部（とくしまぶんりだいがくたんきだいがくぶ、英語: Tokushima Bunri University Junior College）は、徳島県徳島市山城町に本部を置く私立短期大学。1895年創立、1961年大学設置。

## 概観

### 大学全体
- 徳島県徳島市に所在する日本の私立短期大学で、設置主体は学校法人村崎学園[1]。
- 1961年に徳島女子短期大学として開学し、当初は1学科で入学定員40名体制[2]。4学科と1学科2専攻[注 2]からなる総合短大で、規模の大きさは徳島県で最大となっており、徳島文理大学と同類の学科がある。
- 香川県大川郡志度町[注 3]にあった経営情報科のキャンパスは、徳島文理大学の学部新設に伴い廃止された。

### 建学の精神（校訓・理念・学是）
- 徳島文理大学短期大学部は、当初村崎さいにより「女性の自立」を建学の精神として設置した。

### 教育および研究
- 徳島文理大学短期大学部における教育
  - 生活科学科
    - 生活科学専攻：｢生活科学論｣・｢衣生活論｣・｢食生活論｣・｢住生活論｣・｢色彩学｣・｢カラーコーディネート検定対策講座｣・｢生活デザイン論｣・｢インテリアデザイン｣・｢木工デザイン｣・｢ファッションビジネス論｣・｢ファッションデザイン論｣・｢服飾史｣・｢デッサン｣・｢絵画｣・｢陶芸｣など衣食住に関する科目のほか芸術系科目も含まれている。製菓に関する専門科目が履修できるパティシエコースもある。
    - 食物専攻：｢栄養学総論｣・｢臨床栄養学｣・｢調理学実習｣・｢栄養指導実習｣・｢給食運営管理実習｣など専門職として必要な科目を学ぶ。

  - 言語コミュニケーション学科：｢英語・英会話｣、｢日本語・日本文化｣、｢プレゼンテーション｣、｢観光｣の各フィールドからなり、｢言語とコミュニケーション｣・｢文学入門｣のベーシック科目と組み合わせて各フィールドから学生自らが科目を選択するシステムとなっている。
  - 保育科：｢子どもの食と栄養｣・｢乳児保育｣・｢保育内容｣などの理論科目ほか、附属幼稚園での｢教育実習｣や近隣の幼稚園・保育園の園児を招いてミュージカルやブラックシアターなどを催す｢児童文化｣もある。2007年度より｢道徳教育｣や各教科教育法など小学校教員を目指す人のためのカリキュラムも用意されていた。
  - 音楽科：｢音楽理論｣・｢ソルフェージュ ｣・｢音楽実技｣・｢合唱｣・｢合奏｣・｢音楽心理学｣・｢音楽療法実習｣などの専門科目ほか、｢医療事務概論｣・｢薬理概論｣・｢看護学｣など生活科学科生活科学専攻の科目も履修できる。
  - 商科：｢経済学｣・｢経営学｣・｢簿記論｣・｢会計学｣・｢ビジネス英語｣・｢工業簿記｣・｢事務管理｣・｢コンピューター概論｣・｢情報処理｣・｢秘書学概論｣・｢秘書実務｣などの科目がある。｢医療秘書概論｣・｢薬理概論｣など生活科学科健康・福祉フィールドにある科目も履修できる。

### 学風および特色
- 徳島文理大学短期大学部は短期大学部でありながら、現在5学科（過去には6学科を擁していた）と組織的にはかなりの規模を擁しており、四国地方では屈指の総合短大となっている。
- 設置されている学科は、大学の学部にあるものと類似しているところに特色がある。そのため短大卒業後、類似学部・学科への編入学が目立っている。
- 全学科とも短期大学基準協会より地域総合科学科として適格認定を受けている（但し、食物専攻を除く）。
- 実践的教育が重視されている。
- チューター制が導入されている。

## 沿革
- 1895年
  - 村崎さいにより女子学園が設置される。
- 1951年
  - 3月13日 学校法人が成立する[3]
- 1961年
  - 3月10日 左記を以て文部省[注 4]より短期大学の設置が認可される[4]。
  - 4月1日 徳島女子短期大学（とくしまじょしたんきだいがく）として以下の学科体制にて開学[5]。
    - 家政科 入学定員40名

  - 5月1日 学生数[6]/定員
    - 家政科 60[注釈 1]/40
- 1963年
  - 4月1日 以下の学科を増設する[7]。
    - 保育科 入学定員30名

  - 同 家政科の入学定員を40→60に増員。
  - 5月1日 学生数[8]/定員
    - 家政科 
      - 家政 93[注釈 1]/(80)
      - 食物 90[注釈 1]/(80)

    - 保育科 40[注釈 1]/30
- 1964年
  - 4月1日 各学科の入学定員増を以下の通り行う[9]。
    - 家政科 60→80
    - 保育科 30→50

  - 5月1日 学生数[10]/定員
    - 家政科 
      - 家政 140[注釈 1]/(140)
      - 食物 137[注釈 1]/(140)

    - 保育科 87[注釈 1]/80
- 1965年
  - 4月1日 家政科の入学定員を80→100に増員[注 5]。
  - 5月1日 学生数[14]/定員
    - 家政科 353[注釈 1]/180
    - 保育科 131[注釈 1]/100
- 1966年
  - 4月1日 以下の学科を増設する[15]。
    - 文科
      - 国文専攻 入学定員20名[注釈 2]
      - 英文専攻 入学定員30名[注釈 2]

    - 音楽科 入学定員50名[注釈 2]

  - 5月1日 学生数[17]/定員
    - 家政科 547[注釈 1]/200
    - 保育科 220[注釈 1]/100
    - 文科 78[注釈 1]/50
    - 音楽科 65[注釈 1]/50
- 1970年
  - 4月1日 以下の学科を増設する[18]。
    - 商科 入学定員50名[19]

  - 5月1日 学生数[20]/定員
    - 家政科 440[注釈 1]/200
    - 保育科 254[注釈 1]/100
    - 文科 130[注釈 1]/100
    - 音楽科 86[注釈 1]/100
    - 商科 41[注釈 1]/50
- 1971年
  - 4月1日 家政科の入学定員を100→130に増員[注 6]。
- 1971年
  - 5月1日 学生数[23]/定員
    - 家政科 363[注釈 1]/230
    - 保育科 204[注釈 1]/100
    - 文科 128[注釈 1]/100
    - 音楽科 65[注釈 1]/100
    - 商科 101[注釈 1]/100
- 1973年
  - 4月1日 徳島文理大学短期大学（とくしまぶんりだいがくたんきだいがく）と改称[24]。
  - 5月1日 学生数[25]/定員
    - 家政科 358[注釈 1]/260
    - 保育科 274[注釈 1]/100
    - 文科 173[注釈 1]/100
    - 音楽科 69[注釈 1]/100
    - 商科 149[注釈 1]/100
- 1974年
  - 4月1日 家政科の入学定員を130→150に増員し、なおかつ以下の通り専攻分離する[注 7]。
    - 家政専攻 入学定員60名
    - 食物専攻 入学定員90名
- 1975年
  - 4月1日 保育科の入学定員を50→100に増員[注 8]。
  - 5月1日 学生数[31]/定員
    - 家政科 537[注釈 1]/300
    - 保育科 454[注釈 1]/150
    - 文科 313[注釈 1]/100
    - 音楽科 65[注釈 1]/100
    - 商科 253[注釈 1]/100
- 1976年
  - 4月1日 学科の入学定員増あり[注 9]。
    - 家政科家政専攻 60→110
    - 保育科 100→200
    - 文科
      - 国文専攻 20→50
      - 英文専攻 30→50

    - 商科 50→100

  - 5月1日 学生数[34]/定員
    - 家政科 584[注釈 1]/350
    - 保育科 520[注釈 1]/300
    - 文科 297[注釈 1]/150
    - 音楽科 58[注釈 1]/100
    - 商科 256[注釈 1]/150
- 1980年
  - 4月1日 徳島文理大学短期大学部と改称[注 10]。
  - 5月1日 学生数[36]/定員
    - 家政科 434[注釈 1]/400
    - 保育科 544[注釈 1]/400
    - 文科 305[注釈 1]/200
    - 音楽科 47[注釈 1]/100
    - 商科 324[注釈 1]/200
- 1987年
  - 4月1日 以下の学科を増設する[注 11]。
    - 経営情報科 入学定員100名[39]

  - 同 以下、入学定員減あり[注 12]。
    - 保育科 200→150
    - 音楽科 50→40

  - 5月1日 学生数[41]/定員
    - 家政科 625[注釈 1]/400
    - 保育科 325[注釈 1]/300
    - 文科 227[注釈 1]/200
    - 音楽科 83[注釈 1]/80
    - 商科 319[注釈 1]/200
    - 経営情報科 177[注釈 1]/100
- 1988年
  - 4月1日 以下、学科及び専攻名称の変更あり[42]。
    - 家政科→生活科学科
      - 家政専攻→生活科学専攻

  - 5月1日 学生数[43]/定員
    - 生活科学科 589[注釈 1]/400
    - 保育科 336[注釈 1]/300
    - 文科 276[注釈 1]/200
    - 音楽科 87[注釈 1]/80
    - 商科 297[注釈 1]/200
    - 経営情報科 300[注釈 1]/200
- 1989年
  - 4月1日 学科の入学定員増を以下の通り行う[注 13]。
    - 生活科学科生活科学専攻 110→160
    - 商科 100→150

  - 5月1日 学生数[47]/定員
    - 生活科学科 556[注釈 1]/470
    - 保育科 356[注釈 1]/300
    - 文科 269[注釈 1]/200
    - 音楽科 87[注釈 1]/80
    - 商科 322[注釈 1]/250
    - 経営情報科 254[注釈 1]/200
- 1990年
  - 4月1日 学科の入学定員増を以下の通り行う[注 14]。
    - 経営情報科 100→200

  - 5月1日 学生数[50]/定員
    - 生活科学科 648[注釈 1]/500
    - 保育科 380[注釈 1]/300
    - 文科 272[注釈 1]/200
    - 音楽科 83[注釈 1]/80
    - 商科 411[注釈 1]/300
    - 経営情報科 434[注釈 1]/300
- 1991年
  - 4月1日 学科の入学定員増を以下の通り行う[注 15]。
    - 生活科学科生活科学専攻 160→240
    - 文科
      - 国文専攻 50→100
      - 英文専攻 50→100

    - 商科 150→250
    - 経営情報科 200→300

  - 5月1日 学生数[54]/定員
    - 生活科学科 807[注釈 1]/580
    - 保育科 425[注釈 1]/300
    - 文科 398[注釈 1]/300
    - 音楽科 104[注釈 1]/80
    - 商科 588[注釈 1]/400
    - 経営情報科 703[注釈 1]/500
- 1992年
  - 4月1日 学科の入学定員増を以下の通り行う[注 16]。
    - 生活科学科生活科学専攻 240→320
    - 商科 250→300

  - 5月1日 学生数[注 17]/定員
    - 生活科学科 994[注釈 1]/740
    - 保育科 435[注釈 1]/300
    - 文科 502[注釈 1]/400
    - 音楽科 110[注釈 1]/80
    - 商科 757[注釈 1]/550
    - 経営情報科 797[注釈 1]/600
- 1993年
  - 5月1日 学生数[59]/定員
    - 生活科学科 1,037[注釈 1]/820
    - 保育科 400[注釈 1]/300
    - 文科 466[注釈 1]/400
    - 音楽科 93[注釈 1]/80
    - 商科 752[注釈 1]/600
    - 経営情報科 777[注釈 1]/600
- 1994年
  - 4月1日 学科の入学定員減を以下の通り行う[注 18]。
    - 生活科学科生活科学専攻 320→270
    - 保育科 150→100

  - 5月1日 学生数[63]/定員
    - 生活科学科 933[注釈 1]/770
    - 保育科 296[注釈 1]/250
    - 文科 421[注釈 1]/400
    - 音楽科 86[注釈 1]/80
    - 商科 697[注釈 1]/600
    - 経営情報科 696[注釈 1]/600
- 1996年
  - 4月1日 文科英文専攻を英語文化専攻に改称[64]。
  - 同 学科の入学定員減を以下の通り行う[65]。
    - 音楽科 40→30
    - 商科 300→280
    - 経営情報科 300→280

  - 5月1日 学生数[66]/定員
    - 生活科学科 790[注釈 1]/720
    - 保育科 233[注釈 1]/250
    - 文科 270[注釈 1]/400
    - 音楽科 75[注釈 1]/70
    - 商科 395[注釈 1]/580
    - 経営情報科 458[注釈 1]/580
- 1997年
  - 4月1日 文科国文専攻を日本文学専攻に改称[65]。
  - 5月1日 学生数[67]/定員
    - 生活科学科 712[注 19]/720
    - 保育科 276[注 20]/250
    - 文科 208[注 21]/400
    - 音楽科 63[注釈 3]/60　
    - 商科 303[注 22]/560
    - 経営情報科 328[注 23]/560
- 1998年
  - 4月1日 以下、この年度で学生募集を最終とする[注 24]。
    - 文科
      - 日本文学専攻
      - 英語文化専攻

  - 5月1日 学生数[69]/定員
    - 生活科学科 580[注 25]/720
    - 保育科 236[注 26]/250
    - 文科 156[注 27]/400
    - 音楽科 47[注釈 3]/60
    - 商科 255[注 28]/560
    - 経営情報科 234[注 29]/560
- 1999年
  - 4月1日 この年度の入学生より、文科を以下の学科に改組される[注 30]。
    - 言語コミュニケーション学科 入学定員100名

  - 5月1日 学生数[71]/定員
    - 生活科学科 364[注 31]/720
    - 保育科 155[注 32]/250
    - 言語コミュニケーション学科 48[注 33]/100
      - 文科 53[注 34]/200

    - 音楽科 43[注釈 3]/60
    - 商科 149[注 35]/560
    - 経営情報科 135[注 36]/560
- 2000年
  - 4月1日 以下、学科の入学定員減あり[注 37]。
    - 生活科学科
      - 生活科学専攻 270→194
      - 食物専攻 90→50

    - 保育科 100→90
    - 商科 280→140
    - 経営情報科 280→140

  - 5月24日 以下の学科については左記をもって正式に廃止とする[77]。
    - 文科
      - 日本文学専攻
      - 英語文化専攻
- 2002年
  - 4月1日 生活科学科生活科学専攻の入学定員を194→100に減員[78]。
- 2003年
  - 4月1日 経営情報科を地域ビジネス情報科に名称変更する[79]。
- 2004年
  - 1月 平成16年度大学入試センター試験参加短期大学の1校となる[注 38]。
  - 4月1日 以下の学科についてはこの年度で学生募集を最終とする[注 39]。
    - 地域ビジネス情報科
- 2005年
  - 4月1日 保育科の入学定員を90→140に増員[82]。
- 2006年
  - 3月31日 以下の学科については、左記をもって正式に廃止とする[83]。
    - 地域ビジネス情報科
- 2007年
  - 4月1日 以下、学科の入学定員減あり[84]。
    - 生活科学科生活科学専攻 100→80
    - 保育科 140→100
    - 言語コミュニケーション学科 100→40
    - 商科 140→50
- 2008年
  - 4月1日 生活科学科生活科学専攻の入学定員を80→40に減員→[85]。
  - 同 生活科学科にパティシエコースが設置される[86]。
- 2009年
  - 4月1日 商科の入学定員を50→40に減員[87]。
- 2010年
  - 4月1日 以下、学科の入学定員減あり[88]。
    - 生活科学科食物専攻 50→40
    - 保育科 100→70
- 2012年
  - 4月1日 以下、学科の入学定員減あり[89]。
    - 言語コミュニケーション学科 40→20
    - 音楽科 30→20
- 2014年
  - 1月 平成26年度大学入試センター試験参加短期大学の1校となる[90]。
- 2015年
  - 1月 平成27年度大学入試センター試験参加短期大学の1校となる[91]。
- 2016年
  - 1月 平成28年度大学入試センター試験参加短期大学の1校となる[92]。

## 基礎データ

### 所在地
- 徳島キャンパス（徳島県徳島市山城町）
- 旧・香川キャンパス（香川県さぬき市志度）

### 象徴
- 徳島文理大学短期大学部のカレッジマークは大学と同じものを使用している[93]。

## 教育および研究

### 組織

#### 学科
- 生活科学科
  - 生活科学専攻 入学定員40名[1]
    - ブライダル・ファッションコース
    - デザイン・アートワークコース
    - パティシエコース

  - 食物専攻 入学定員40名[1]
- 保育科 入学定員70名[1]
- 言語コミュニケーション学科 入学定員20名[1]
  - 英語コミュニケーションコース
  - 観光ビジネスコース
- 音楽科 入学定員20名[1]
  - 音楽療法コース
  - 演奏コース
  - ニューサウンドコース
  - 総合音楽コース
- 商科 入学定員40名[1]
  - ビジネス実務コース
  - 医療事務コース

##### 学科の変遷
- 家政科→生活科学科
  - 家政専攻→生活科学専攻
  - 食物専攻
- 保育科
- 文科→言語コミュニケーション学科
  - 国文専攻→日本文学専攻 入学定員100名[注釈 4]
  - 英文専攻→英語文化専攻 入学定員100名[注釈 4]
- 音楽科
- 商科
- 経営情報科→地域ビジネス情報科 入学定員140名[注 40]

##### 取得資格及び変遷
- 中学校教諭二種免許状
  - 家庭：生活科学科生活科学専攻にて取得できた。
  - 保健：生活科学科生活科学専攻（福祉養保コース）にて取得できた。
  - 国語：言語コミュニケーション学科日本語・日本文化フィールド[注 41]にて取得できた。
  - 英語：言語コミュニケーション学科英語コミュニケーションコース・観光ビジネスコースで取得できる。[注 42]
  - 音楽：音楽科
  - 職業：かつて商科に設置されていた教科目。
- 幼稚園教諭二種免許状
  - 保育科
  - 音楽科
- 小学校教諭二種免許状：保育科にて取得できた[86]。
- 保育士資格：保育科
- 司書資格：言語コミュニケーション学科
- 司書教諭：言語コミュニケーション学科
- 栄養士免許・栄養教諭二種免許状：生活科学科食物専攻
- なお、生活科学科のパティシエコースでは、製菓に関する専門科目を履修できるが、製菓衛生師の受験資格が得られるわけではないので注意が必要である。

#### 附属機関
- 村崎凡人記念図書館

### 研究
- 『徳島女子短期大学研究報告』[98]
- 『コンパクトシティ教育拠点構想における実践英語能力ステップアッププログラム 平成19年度文部科学省社会人の学び直しニーズ対応教育推進プログラム委託業務成果報告書』[99]

### 教育
- 社会人の学び直し対応推進プログラム
  - 「高度なコミュニケーション能力の習得を希望する現役英語教員・教員志望者または一般社会人を対象とする同時通訳訓練法を利用した集中プログラム」
  - 「英語運用能力の向上とTOEICでの高得点取得をめざす現役英語教員・教員志望者または一般社会人を対象としたプログラム」
  - 「英文法を基礎から学び直すための、ポッドキャスティングを効果的に利用したＥラーニング教材の開発と提供」

## 学生生活

### 部活動・クラブ活動・サークル活動
- 徳島文理大学短期大学部のクラブ活動は、基本的に大学と合同となっている。

### 学園祭
- 徳島文理大学短期大学部の学園祭は「山城祭」として、大学と合同で例年10月に行われている。

## 大学関係者と組織

### 大学関係者一覧
- 徳島文理大学の人物一覧

## 施設

### 徳島キャンパス
- 使用学科：生活科学科・保育科・言語コミュニケーション学科・音楽科・商科
- 使用専攻科：なし
- 使用附属施設：村崎凡人記念図書館ほか
- 交通アクセス：JR高徳線及び牟岐線徳島駅下車。

### 旧・香川キャンパス
- 使用学科：経営情報科
- 使用専攻科：なし

## 対外関係

### 系列校
- 徳島文理大学
- 徳島文理中学校・高等学校
- 徳島文理小学校
- 徳島文理大学附属幼稚園

## 社会との関わり
- 「同時通訳8日間集中講座」や、地場産業である木工技術を活用したものづくりデザイン講座「わたしの椅子づくり」が行われている。
- 1988年に右記の公開講座が実施された[100]。

## 卒業後の進路について

### 編入学・進学実績
- 全学科含めて、徳島文理大学への編入学が多い。